# 第4回札幌国際短編映画祭
第4回札幌国際短編映画祭（だい4かいさっぽろこくさいたんぺんえいがさい、Sapporo Short Fest 2009）は、2009年（平成21年）10月14日から10月18日の5日間（16日はオールナイト上映）、札幌東宝プラザおよびシアターキノをメイン会場に開催された国際短編映画祭である。

## 内容
世界97カ国から3,411作品の応募があり、コンペティションにノミネートされたのは28カ国103作品。メインビジュアルは札幌在住のイラストレーター・前田麦が担当。

## SAPPOROショートフェスト2009 審査員
- マーク・マクルーア（Marc McClure）：俳優/アメリカ
- 石井聰亙（ISHII Sōgo）：映画監督/日本 ※2010年1月以降は石井岳龍（ISHII Gakuryū）として活動
- ムン・ソリ（MOON So-ri）：女優/韓国
- 大平まゆみ（Mayumi ŌHIRA）：札幌交響楽団コンサートマスター/日本
- マイケ・ミア・ヘーネ（Maike Mia Hohne）：ベルリン国際映画祭短編部門キュレーター/ドイツ

## SAPPOROショートフェスト2009 AWARD
※作品名、上映時間、ジャンル、制作年、国名、監督の順で表記。国名は作品の主な制作国で監督の出身国とは異なります。

### グランプリ
- フィルムメーカー部門 グランプリ（Filmmaker section Grand Prix）
監督：横須賀令子（Reiko YOKOSUKA）/日本・札幌

- 作品部門 グランプリ（One title section Grand Prix）：『ヴァーミンツ』（英題：Varmints）24:05 / Animation / 2008 / イギリス
監督：マルク・クレステ（Marc Craste）

### 審査員賞
- 最優秀国内作品賞（Best National Short）：『赤い森の歌』（英題：The song of red forest）05:33 / Animation / 2008 / 日本
監督：泉原昭人（Akihito IZUHARA）

- 最優秀道内作品賞（Best Hokkaido Short）：『センコロール』（英題：cencoroll）30:00 / Animation / 2009 / 日本・札幌
監督：宇木敦哉（Atsuya UKI）

- 最優秀監督賞（Best Director）：『2バーズ』（英題：2 Birds）15:16 / 2008 / Fiction / アイスランド
監督：ルナー・ルナーソン（Runar Runarsson）

- 最優秀作曲賞（Best Original Score）：『ヴァーミンツ』（英題：Varmints）24:05 / 2008 / Animation / イギリス
監督：マルク・クレステ（Marc Craste）

- 最優秀脚本賞（Best Screen play）：『パラダイスカフェ』（英題：Paradise cafe）10:29 / Fiction / 2008 / メキシコ
監督：アロンソ・ルイズィパラシオス（Alonso Ruizpalacios）

- 最優秀撮影賞（Best Cinematography）：『消え行く光』（英題：The Fading Light）22:45 / Fiction / 2008 / ベトナム
監督：ティエン・ド（Thien Do）

- 最優秀編集賞（Best Editing）：『死の舞踏』（英題：Dance of Death）08:32 / Experimental / 2009 / カナダ
監督：ペドロ・ピレス（Pedro Pires）

- 最優秀男優賞（Best Actor）：『2バーズ』（英題：2 Birds）15:16 / 2008 / Fiction / アイスランド
俳優：Atli O´skar Fjalarsson

- 最優秀女優賞（Best Actress）：『早熟』（英題：Premature）14:49 / Fiction / 2008 / アメリカ
女優：ゾラ・ハワード（Zora Howard）

- 最優秀子役賞（Best Children Actor & Actress）：『ロビン』（英題：Robin）20:31 / Fiction / 2008 / ドイツ
子役：マテオ・ワンシング・ロリオ（Mateo Wansing Lorrio）

- 最優秀学生監督賞（Best Students Director）：『八人目の侍』（英題：The 8th Samurai）28:27 / Fiction / 2008 / アメリカ
監督：ジャスティン・アンブロシーノ（Justin Ambrosino）

- 最優秀チルドレン・ショート賞（Best Children Short）：『まいごのペンギン』（英題：LOST AND FOUND）24:01 / Animation / 2008 / イギリス
監督：フィリップ・ハント（Philip Hunt）

- 最優秀ミニショート(10分以内)賞（Best Mini Short (Around 10min)）：『ムトー』（英題：Muto）06:53 / Animation / 2008 / イタリア
監督：ブルー（blu）

- 最優秀ベリーショート(3分以内)賞（Best Very Short (Around 3min)：『アトランティック』（英題：Atlantic）03:45 / Fiction / 2008 / アイルランド
監督：コナー・ファーガソン（Conor Ferguson）

- 最優秀ノンダイアログ賞（Best Non Dialogue）：『モラナ』（英題：Morana）12:27 / Animation / 2008 / クロアチア
監督：シモン・ボゴイヤビッチ・ナラス（Simon Bogojevic Narath）

- 最優秀アニメーション賞（Best Animation）：『赤い森の歌』（英題：The song of red forest）05:33 / Animation / 2008 / 日本
監督：泉原昭人（Akihito IZUHARA）

- 最優秀ドキュメンタリー賞（Best Documentary）：『パッセージ』（英題：Passages）24:32 / Animation / 2008 / カナダ
監督：マリー・ジョゼ・サンピエール（Marie-Josee Saint-Pierre）

- 最優秀コンテンポラリー/エクスペリメンタル・ショート賞(Best Experimental Short)：『死の舞踏』（英題：Dance of Death）08:32 / Experimental / 2009 / カナダ
監督：ペドロ・ピレス（Pedro Pires）

- 最優秀美術賞（Best Production Design）：『ネクストフロア』（英題：NEXT FLOOR）11:35 / Fiction / 2008 / カナダ
監督：デニス・ヴィルヌーブ（Denis Villeneuve）

- オーディエンス・アワード（Audience Award）：『まいごのペンギン』（英題：LOST AND FOUND）24:01 / Animation / 2008 / イギリス
監督：フィリップ・ハント（Philip Hunt）

### 特別賞
- SSF 環境賞（SSF Environment Award）：『ラウンド』（英題：Round）05:28 / Experimental / 2008 / イギリス
監督：カーク・ヘンドリー（Kirk Hendry）

- 札幌市平和賞（Sapporo Peace Award）：『秘密の学校』（英題：THE SCARECROW GIRL）12:11 / Fiction / 2008 / ブラジル
監督：サッシオ・レペイラ・ド・サントス（Cassio Pereira dos Santos）

- 子供審査員賞 金賞（Children's Choice Gold Award）：『まいごのペンギン』（英題：LOST AND FOUND）24:01 / Animation / 2008 / イギリス
監督：フィリップ・ハント（Philip Hunt）

- 子供審査員賞 銀賞（Children's Choice SILVER Award）：『はちどりのちょうせん』（英題：Humming Bird）01:02 / Animation / 2008 / イタリア
監督：パオロ・ズッカ（Paolo Zucca）

- 子供審査員賞 銀賞（Children's Choice SILVER Award）：『ホセのふしぎなぼうけん』（英題：JOSUE E O PE DE MACAXEIRA）11:55 / Animation / 2009 / ブラジル
監督：ジオゴ・ペレイラ・ビエガス（Diogo Pereira Viegas）

- クリプトン・ベスト・サウンド・アワード（CRYPTON Best Sound Award）：『コントロール・マスター』（英題：THE CONTROL MASTER）06:54 / Animation / 2008 / イギリス
監督：ラン・レイク（Run Wrake）